# Pernštejnské Jestřabí
Pernštejnské Jestřabí (in tedesco Jestrab bei Pernstein) è un comune della Repubblica Ceca facente parte del distretto di Brno-venkov, in Moravia Meridionale.